# Sztaroec
Sztaroec (macedónul: Староец) település Észak-Macedóniában, a Délnyugati körzet Kicsevói járásában, 2013-ig a Vranesticai járás része volt, ami teljes egészében beolvadt a Kicsevói járásba.

## Népesség
| Lakosok száma | 258  | 303  | 325  | 338  | 281  | 214  | 219  | 195  | 160  |
|               | 1948 | 1953 | 1961 | 1971 | 1981 | 1991 | 1994 | 2002 | 2021 |

2002-ben 195 lakosa volt, akik közül 194 macedón és 1 szerb.